# Akcja Bielany
Akcja Bielany – akcja dywersyjno-bojowa przeprowadzona przez zespół z dyspozycyjnego oddziału Kedywu KG AK w nocy 3/4 maja 1944 roku na lotnisku bielańskim .

## Historia
17–osobowy oddział AK w nocy z 3 na 4 maja podkradł się na lotnisko niemieckie na warszawskich Bielanach. Założyli oni na 5 samolotach małe ładunki plastiku ze zrzutów alianckich. Umiejscowiono je przy zbiornikach paliwa, aby zintensyfikować eksplozję. Bezpośrednio przed wybuchem oddział został wykryty przez niemiecki patrol, z którym wdał się w strzelaninę .
Ładunki zostały odpalone, powodując eksplozję 5 samolotów oraz pożar, w wyniku którego eksplodowały kolejne 3 samoloty. Na lotnisku wybuchła panika, w pobliskim AWF-ie na alarm zawyły syreny. Obsługa lotniska wystrzeliła rakiety sygnałowe, a w mieście ogłoszono alarm lotniczy, ponieważ Niemcy byli przekonani, że alianci przeprowadzają nalot bombowy. Grupie udało się wycofać z terenu lotniska bez strat własnych .